# Conformicide
Conformicide ist das vierte Studioalbum der US-amerikanischen Thrash-Metal-Band Havok. Es erschien am 10. März 2017 über Century Media.

## Entstehung
Das neue Album erschien vier Jahre nach dem Vorgänger, was mit einer Verletzung des Sängers und Gitarristen David Sanchez zusammenhing. Im Jahr 2014 brach er sich beim Bergsteigen ein Handgelenk, was ihm vier Monate lang außer Gefecht setzte. Beim Anlegen des Gipsverbandes machte der behandelnde Arzt einen Fehler, so dass die Knochen nicht richtig zusammenwuchsen. So war eine weitere Operation notwendig, die für eine weitere Auszeit von fünf Monaten sorgte. Da Sanchez in dieser Zeit nicht Gitarre spielen konnte komponierte er auf einem Keyboard. Darüber hinaus befasste er sich mit anderen Musikstilen wie Klassik und Jazz. Zwischenzeitlich verließ Mike Leon die Band, um mit Soulfly auf Tour zu gehen. Sein Nachfolger wurde Nick Schendzielos, der auch bei Cephalic Carnage und Job for a Cowboy spielt.
Erstmals komponierten alle vier Bandmitglieder an neuen Liedern, die musikalisch progressiver und abwechslungsreicher als früher ausfiel. Teilweise spielen die vier Musiker konträr zueinander, da Sanchez versuchte, die Band breiter als ein Orchester klingen zu lassen. Für das Album verwendete die Band neben neuen Ideen auch Parts, die teilweise vor zehn Jahren geschrieben wurden. Produziert wurde das Album von Steve Evetts, der zuvor unter anderem mit Sepultura gearbeitet hatte. Als Gäste treten John Hernandez (Hintergrundgesang) und Tim Ryan auf. Letzterer mimt bei dem Lied Intention to Deceive einen Nachrichtensprecher. Für das Lied Intention to Deceive wurde ein Musikvideo gedreht. Die Digipak-Version des Albums enthält zusätzlich die Lieder String Break und eine Coverversion des Pantera-Liedes Slaughtered. Die LP-Version enthält darüber hinaus noch eine Liveversion des Liedes Claiming Certainity.

## Hintergrund
Sänger David Sanchez bezeichnete Conformicide als den ausgestreckten Mittelfinger an die aktuellen Zustände weltweit. Mit dem Albumtitel will die Band auf die Probleme der Konformität aufmerksam machen. Die Konformität sollte laut Sanchez getötet werden, da der Individualismus viel stärker und mächtiger sei als die Anpassung. Das Lied F.P.C. richtet sich gegen die Politische Korrektheit. Laut David Sanchez bedeutet jede Form der politisch korrekten Sprache eine Einschränkung der Redefreiheit und wäre deshalb eine Form der Zensur. Im Rahmen der Redefreiheit sollten auch unpopuläre Wörter geschützt werden.
Hang ’Em High kritisiert das Politische System der Vereinigten Staaten, insbesondere das Zweiparteiensystem, bei dem lediglich die Demokraten und die Republikaner von Bedeutung sind. Laut David Sanchez haben die US-Bürger keine echte Wahl, da sich beide Parteien kaum unterscheiden würden. Die wahren Feinde der USA würden laut Sanchez im eigenen Land sitzen.

„Genau das ist ja das perfide am US-System. Es gibt nur zwei Parteien, welche die Mitte überhaupt nicht abbilden. Aber genau dort stehen doch die meisten Menschen.“

Dogmaniacal befasst sich mit Menschen, die Angst davor haben, Verantwortung für ihr eigenes Leben zu übernehmen und lieber das tun, was andere ihnen vorschreiben. Intention to Deceive kritisiert das Fernsehen, dass Sanchez als Verdummungsmedium bezeichnete. Das Lied beginnt mit einer fiktiven Nachrichtensendung, die laut dem Sprecher „triviale Geschichten enthält um die Menschen davon abzulenken, was wirklich in der Welt passiert“. Ingsoc bezieht sich auf die gleichnamige Partei aus George Orwells Roman 1984. Peace Is in Pieces kritisiert die vielen Kriege, die die USA derzeit führen und dass die US-Regierung mehr Geld für Krieg als für Bildung, Landwirtschaft und Kunst ausgibt.

## Rezeption

### Rezensionen
Laut Matthias Weckmann vom deutschen Magazin Metal Hammer würden sich Havok mit Conformicide „weitaus kreativere Ausflüge als seine drei Vorgänger erlauben“. Die „Melodien wären prägnanter, der Gesang griffiger und die Dynamik höher,“ wofür er fünf von sieben Punkte vergab. Für Ronny Bittner vom deutschen Magazin Rock Hard „fällt der Bassistenwechsel deutlich ins Gewicht“. Durch den „progressiven Einschlag“ würde die Band allerdings „des Öfteren die eingängigen Refrains und Hooks aus den Augen verlieren“. Bittner vergab 7,5 von zehn Punkten.

### Chartplatzierungen
Erstmals gelang der Band der Sprung in die deutschen und den Schweizer Albumcharts, wo Conformicide Platz 94 bzw. 96 belegte.